# جورج دبليو. غيتي
جورج دبليو. غيتي (بالإنجليزية: George W. Getty)‏ هو ضابط أمريكي، ولد في 2 أكتوبر 1819 في واشنطن العاصمة في الولايات المتحدة، وتوفي في 1 أكتوبر 1901 في فورست جلان في الولايات المتحدة.